# Clarence House
Clarence House er en kongelig residens i London. Huset ligger på The Mall i City of Westminster. Residensen er knyttet til St. James's Palace med en fælles have. 

## Kongelig residens
Gennem næsten 50 år, fra 1953 til 2002, var Clarence House hjem for dronningemoderen. 
Siden har Clarence House været officiel residens for Prinsen af Wales og Hertuginden af Cornwall. 
Clarence House var officiel residens for Prins William fra 2003 til han blev gift i 2011. Prins Harry boede her fra 2003 til 2012.

## Bygget fra 1825
Clarence House er åbent for besøgende i næsten to måneder hver sommer. 
Clarence House er tegnet af John Nash og er opført i 1825 – 1827. Huset var bestilt af prins William, der var Hertug af Clarence. I 1830 blev han konge under navnet Vilhelm 4. af Storbritannien.  